# Hogna stictopyga
Hogna stictopyga este o specie de păianjeni din genul Hogna, familia Lycosidae. A fost descrisă pentru prima dată de Thorell, 1895. Conform Catalogue of Life specia Hogna stictopyga nu are subspecii cunoscute.